# Música para embrollar (Huye de mí)
«Música para embrollar (Huye de mí)» es una canción de la banda de punk española «Kaka de Luxe». Es la sexta canción de la cara B de su único álbum, «Las canciones malditas», editado en 1983 cuando ya se había disuelto el grupo. Se trata de un tema que no aparece en sus anteriores EP.

## Discos en los que aparece
- Las canciones malditas (El Fantasma del Paraíso, 1983) Vinilo LP. Pista 6B.[1]
- Las canciones malditas (Chapa Discos, 1994) Reedición CD. Pista 11.[2]
- Las canciones malditas (Zafiro, 1997) Reedición CD. Pista 9.[3]
- Lo mejor de la edad de oro del pop español. Kaka de Luxe (Zafiro, 2001) CD. Pista 11.[4]